# Eugenia buxifolia
Eugenia buxifolia là một loài thực vật có hoa trong Họ Đào kim nương. Loài này được Lam. mô tả khoa học đầu tiên năm 1789.

## Hình ảnh

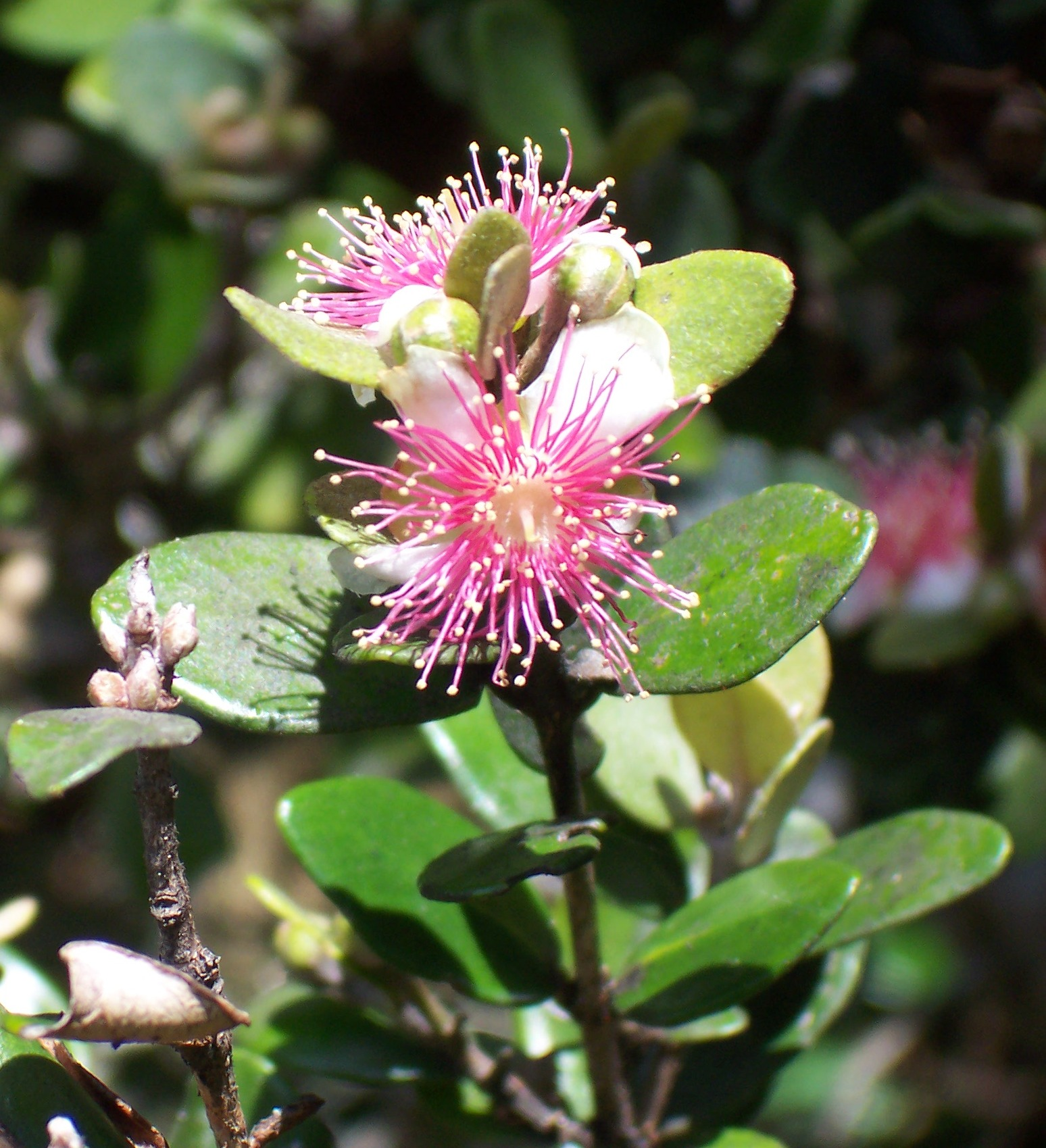